# Federico Dimarco
Federico Dimarco (nascut el 10 de novembre de 1997) és un futbolista professional italià que juga com a lateral esquerre o migcampista esquerre al club de Serie A Inter de Milà i a la selecció italiana.

## Carrera de club

### Inter de Milà
Producte de l'acadèmia juvenil de l'Inter de Milà, Dimarco va debutar amb el club l'11 de desembre de 2014, als 17 anys, quan va entrar com a substitut de Danilo D'Ambrosio després de 84 minuts en un empat sense gols davant el Qarabağ a la fase de grups de la UEFA Europa League, amb el seu equip ja classificat. Va ser convocat per un partit de la Sèrie A per primera vegada l'1 de febrer de 2015, sent substitut - utilitzar en una derrota per 1-3 davant el Sassuolo. Dimarco va debutar a la Sèrie A el 31 de maig de 2015, en l'últim partit de la temporada en el qual seria una victòria per 4-3 sobre l'Empoli, substituint Rodrigo Palacio al minut 89 del partit.

#### Cessió a l'Ascoli
El gener de 2016 va ser cedit al club de la Sèrie B Ascoli Calcio amb un contracte de cessió de 6 mesos. El 6 de febrer, Dimarco va debutar amb l'Ascoli Calcio a la Sèrie B en un empat 0-0 a casa contra la Latina Calcio, va ser substituït per Dario Del Fabro al minut 81. Dimarco va acabar la seva cessió de 6 mesos a l'Ascoli Calcio amb 15 aparicions i 4 assistències.

#### Cessió a l'Empoli
Va ser cedit al club de la Sèrie A Empoli amb un contracte de cessió durant tota la temporada. El 28 d'agost de 2016 va debutar amb l'Empoli a la Sèrie A en una derrota fora de casa per 2-0 contra l'Udinese, va ser substituït per Marco Zambelli al minut 69. El 29 de novembre, Dimarco a la quarta volta de la Copa Itàlia en un partit derrotat 2-1 a la pròrroga contra l'Cesena. Va acabar cedit durant tota la temporada a l'Empoli amb 13 aparicions, però l'Empoli va baixar a la Sèrie B.

### Sion
El 30 de juny de 2017, Dimarco va ser venut al Sion per una quota de 3,91 € milions. El 23 de juliol de 2017 va debutar amb el Sion a la Super League suïssa en una victòria a casa per 1-0 contra el Thun, va ser substituït per Quentin Maceirais al minut 41 per una fractura de peu.

### Tornada a l'Inter de Milà
El 5 de juliol de 2018, l'Inter va exercir la seva clàusula de recompra per recuperar Dimarco per 7 milions d'euros.
El 7 d'agost de 2018, Dimarco va ser cedit al Parma amb opció de compra. Va debutar amb el Parma el 12 d'agost a la tercera ronda de la Copa Itàlia, derrotant per 1-0 davant l'Pisa. El 16 de setembre, va marcar el seu primer gol a la Sèrie A en una victòria per 1-0 contra l'Inter a San Siro.
El 31 de gener de 2020, Dimarco es va traslladar a l'Hellas Verona cedit fins al final de la temporada amb una opció per a un trasllat permanent. El 9 de setembre de 2020, el seu préstec es va prorrogar una temporada més.
El 23 de desembre de 2021, Dimarco va ampliar el seu contracte amb l'Inter fins al juny de 2026.

## Internacional
El 2013, va ser membre de la selecció italiana sub-17 que va acabar subcampiona al Campionat d'Europa sub-17 de la UEFA a Eslovàquia i va ser eliminat a la segona ronda de la Copa del Món Sub-17 de la FIFA. Amb  Itàlia sub-19 va participar al Campionat d'Europa sub-19 de la UEFA 2016, on Itàlia va arribar a la final. Va marcar quatre gols al torneig, inclosos tres penals i un tir lliure.
L'any 2017 va participar en la Copa del Món Sub-20 de la FIFA a Corea del Sud, en la qual  Itàlia sub-20 va quedar tercera.
El 22 de març de 2018, va debutar amb la sub-21 italiana en un partit amistós contra Noruega, entrant com a substitut de Giuseppe Pezzella (1–1). Va marcar el seu primer gol amb la sub-21 l'11 de setembre en un amistós contra Albània (3–1).
Va ser convocat a l'equip sènior d'Itàlia per a la final de la UEFA Nations League 2021.

## Palmarès
Inter de Milà
- Serie A: 2023–24
- Copa d'Itàlia: 2021–22, 2022–23
- Supercopa Italiana: 2021, 2022, 2023

 Itàlia sub-17
- Subcampió d'Europa sub-17 de la UEFA: 2013[27]

 Itàlia sub-19
- Subcampió d'Europa sub-19 de la UEFA: 2016[28]

 Itàlia sub-20
- Medalla de bronze de la Copa del Món Sub-20 de la FIFA: 2017[29]

Itàlia
- Tercer lloc de la UEFA Nations League: 2020–21[30][31]